# The Chapman Report
 The Chapman Report és una pel·lícula de George Cukor estrenada el 1962.

## Argument
El Dr. Chapman estudia quatre casos destinats a no acabar bé, el primer d'una dona provinciana (Shelley Winters) que troba consol en l'adulteri, el segon d'una artista que sedueix un jugador de futbol, el tercer una jove vídua (Jane Fonda) s'enfronta amb un greu complex d'Èdip i l'últim amb una divorciada (Claire Bloom), que pateix de nimfomania i medita suïcidar-se.

## Repartiment
- Shelley Winters: Sarah Garnell
- Jane Fonda: Kathleen Barclay
- Claire Bloom: Naomi Shields
- Glynis Johns: Teresa Harnish
- Efrem Zimbalist Jr.: Paul Radford
- Ray Danton: Fred Linden
- Andrew Duggan: Dr. George C. Chapman
- Ty Hardin: Ed Kraski
- Harold J Stone: Frank Garnell
- Corey Allen: Wash Dillon
- Jennifer Howard: Grace Waterton
- Cloris Leachman: Miss Selby
- Henry Daniell: Dr. Jonas
- Hope Cameron: Ruth Linden
- Evan Thompson: Cass Kelly
- Jack Cassidy: Ted Dyson